# Erminnie A. Smith
Erminnie A. Smith (1836-1886) fue una geóloga y antropóloga estadounidense de la Oficina de Etnología Estadounidense del Instituto Smithsoniano, es considerada la primera etnóloga de campo.

## Biografía
Erminnie Adele Platt nació en 1836 y se graduó en el Troy Seminary en 1853, ubicado en Troy, Nueva York. Se casó con Simeon H. Smith. Publicó varios trabajos sobre el pueblo iroqués, participó activamente en la recopilación de sus leyendas y contrató a John Napoleon Brinton Hewitt para ayudarla en este trabajo.
Fundó The Aesthetic Society en Jersey City en 1876 y fue la primera mujer elegida miembro de la Academia de Ciencias de Nueva York el 5 de noviembre de 1877 Es considerada la primera etnóloga de campo.
Erminnie A. Smith murió en mayo de 1886.

## Obra
- Myths of the Iroquois (1883)